# Stefan Burczyk
Stefan Burczyk (ur. 28 grudnia 1924 w Algierze, zm. 5 lipca 2014 w Olsztynie) – polski aktor teatralny i filmowy związany z Olsztynem.

## Życiorys
Ukończył studia na PWST (w Łodzi) w 1947, w tym samym roku miał swój debiut teatralny. W 1958 Ukończył studia na Wydziale Reżyserskim PWST w Warszawie, dyplom uzyskał w 1963 r. Wieloletni aktor Teatru im. S. Jaracza w Olsztynie (od 1975 roku).
Ojciec aktora Pawła Burczyka i Piotra Burczyka, był mężem aktorki Ireny Telesz-Burczyk.
Pochowany na cmentarzu komunalnym w Olsztynie przy ulicy Poprzecznej (kw. 10A/R2/6).

## Ważniejsze role w olsztyńskim teatrze
- 1976 – „Grzegorz Niezguła” Moliera (Małomiejski)
- 1977 – „Dziady” Mickiewicza (Ksiądz Piotr)
- 1979 – „Przedstawienie Hamleta we wsi Gucha Dolna” (Škunca), spektakl zdobył 7 nagród na toruńskim FTPP, w tym za grę Stefana Burczyka,
- 1985 – „Fryderyk Wielki” A. Nowaczyńskiego (Zieten).

## Spektakle w Teatrze Telewizji
- 1981 – Gorzkie żale w dozorcówce Obsada aktorska (Polgar),
- 1994 – Msza za miasto Arras Obsada aktorska (Parias de Saxe),

## Filmografia
- 1977 – We dwoje, gość wygłaszający toast na weselu
- 1978 – Dux polonorum – Niemcza 1017 Rok, Stoigniew
- 1978 – Aktorzy prowincjonalni, aktor Andrzej, przyjaciel Krzysztofa
- 1979 – Szczęśliwy ten dom (6; W słońcu i w deszczu), gość na imieninach nauczyciela Jagielskiego
- 1995 – Cwał, ksiądz spowiadający Huberta
- 1996 – Słaba wiara (Opowieści weekendowe), profesor
- 1997 – 13 posterunek, mężczyzna
- 1998 – La Ballata dei Lavavetri, papież
- 1999 – Wszystkie pieniądze świata, ksiądz
- 1999–2000 – Złotopolscy (128; Ruletka, 298; Oszust matrymonialny), Andrzej Kalinowski, historyk sztuki
- 2000 – Świat według Kiepskich (26; Klątwa Tutenchama), generał
- 2000 – Świąteczna przygoda, magazynier Q
- 2000 – Twarze i maski, Zygmunt Stański
- 2001 – M jak miłość (28), notariusz)
- 2001 – Quo vadis, Seneka młodszy
- 2001 – Więzy krwi, Ignacy
- 2002 – Quo vadis (serial), Seneka młodszy
- 2003 – Kasia i Tomek (8), pensjonariusz domu opieki
- 2003–2006 – Na Wspólnej, Mieczysław Kosowski, dziadek Barbary
- 2005 – Kto nigdy nie żył…, spowiednik
- 2005 – Święta polskie (Przybyli ułani), ojciec Jadwigi
- 2005 – Unkenrufe, staruszek z reklamy
- 2006 – Daleko od noszy (Najstarszy Polak świata)
- 2006 – Faceci do wzięcia  (15; Dziecko sąsiadów)
- 2008 – Jeszcze nie wieczór, Sodolski

## Odznaczenia
- Krzyż Kawalerski Orderu Odrodzenia Polski – 2005[1]
- Srebrny Medal „Zasłużony Kulturze Gloria Artis” – 2013[2]